# Pedro Nuno Santos
Pedro Nuno de Oliveira Santos (/pˈɛdɾu nˈunu dɨ olivˈɐjɾɐ sˈɐ̃tuʃ/), né le 13 avril 1977 à São João da Madeira (district d'Aveiro), est un homme politique portugais membre du Parti socialiste (PS).
Il est élu en 2004 secrétaire général de la Jeunesse socialiste et entre l'année suivante à l'Assemblée de la République. Il y siège quatre ans, puis y fait son retour en 2011.
Il est nommé en 2015 secrétaire d'État aux Affaires parlementaires du premier gouvernement d'António Costa et gère alors les relations avec le Bloc de gauche et la Coalition démocratique unitaire qui garantissent une majorité absolue à l'exécutif. Lors d'un remaniement ministériel en février 2019, il est désigné ministre des Infrastructures et du Logement. Il démissionne quatre ans plus tard, pour assumer la responsabilité politique d'un scandale politico-financier.
Perçu comme un potentiel successeur d'António Costa au secrétariat général du PS, il y accède effectivement en janvier 2024 à la suite de la démission contrainte de son prédécesseur. Il renonce à son tour en mai 2025, après le très mauvais résultat du Parti socialiste aux élections législatives anticipées.

## Famille et études
Pedro Nuno Santos est le fils de Maria Augusta Leite de Oliveira Santos et d'Américo Augusto dos Santos. Son père est un homme d'affaires du groupe Tecmacal et a siégé pendant un temps au conseil municipal de São João da Madeira, dans le district d'Aveiro
Au cours de sa scolarité à l'école secondaire Dr. Serafim Leite de São João da Madeira, il préside l'association des élèves. Il intègre ensuite l'Institut supérieur d'économie et de gestion (ISEG) de l'université technique de Lisbonne (UTL), où il est membre du conseil d'administration de l'Association des étudiants et président du conseil de la Réunion générale des étudiants (RGA). Il achève ses études avec un diplôme en économie.
Il est le compagnon d'Ana Catarina Gamboa, nommée en mars 2019 directrice de cabinet du secrétaire d'État adjoint et aux Affaires parlementaires Duarte Cordeiro, et confirmée après les élections législatives de 2019,.

## Engagement politique

### Débuts et ascension
Président de l'assemblée paroissiale de São João da Madeira et membre de l'assemblée municipale de la commune éponyme, Pedro Nuno Santos est un temps président de la fédération de la Jeunesse socialiste du district d'Aveiro. Il est élu en 2004 secrétaire général de la Jeunesse socialiste (JS).
Aux élections législatives anticipées du 20 février 2005, il est élu député d'Aveiro à l'Assemblée de la République. Il perd son mandat aux élections de 2009 mais le retrouve à partir du scrutin de 2011.
Il siège notamment au sein de la commission permanente et de la commission de l'Économie. Il est en outre membre de la commission d'enquête parlementaire sur la gestion de la banque Banco Espírito Santo (BES), où il occupe les fonctions de coordonnateur des députés socialistes.

### Membre du gouvernement

#### Secrétaire d'État
À l'occasion de la formation du premier gouvernement minoritaire du socialiste António Costa, Pedro Nuno Santos est nommé secrétaire d'État aux Affaires parlementaires. Il est ainsi chargé d'assurer la liaison avec les groupes parlementaires, et plus spécifiquement avec ceux de la Coalition démocratique unitaire (CDU) et du Bloc de gauche (BE), qui forment avec le Parti socialiste une majorité parlementaire de gauche baptisée « geringonça », soit « le machin ».
En février 2020, il souligne son attachement à cette ancienne alliance entre le PS, la CDU et le BE ; se disant convaincu qu'elle a évité à son parti de suivre la voie de la marginalisation politique et au Portugal de voir émerger des partis populistes, il souligne que la geringonça « a produit des résultats très importants » et constitue un facteur de stabilité, puisque la négociation de la loi de finances chaque année « n'est pas la solution idéale ».

#### Ministre des Infrastructures
Le 18 février 2019, le Premier ministre nomme Pedro Nuno Santos ministre des Infrastructures et du Logement. Il le reconduit après les élections législatives du 6 octobre suivant. Le nouveau ministre est alors perçu comme un potentiel successeur du chef de l'exécutif au poste de secrétaire général du PS.
Il confirme en septembre 2020 que l'entreprise publique Comboios de Portugal (CP) va procéder à un important renouvellement de son matériel roulant en achetant un total de 129 trains répartis entre 62 trains de banlieue, 55 trains régionaux et 12 trains longue distance, qui n'avaient pas été achetées depuis de nombreuses années. Au début de cette même année, il estime que la loi qui permet aux communes de s'opposer à l'installation d'une infrastructure nationale devrait être changée, après que les municipalités de Seixal et Moita ont refusé la construction à Montijo du nouvel aéroport de Lisbonne.
Il démissionne le 29 décembre 2022, affirmant vouloir « assumer la responsabilité politique » des révélations faites par la presse quatre jours plus tôt, selon lesquelles la secrétaire d'État au Trésor, Alexandra Reis, avait perçu 500 000 € d'indemnités de départ en quittant le conseil d'administration de TAP Air Portugal. Il est remplacé le 4 janvier 2023 par João Galamba comme ministre des Infrastructures et Marina Gonçalves en qualité de ministre du Logement, son département ministériel étant effectivement divisé.

### Secrétaire général du PS
Après qu'António Costa a annoncé sa démission comme Premier ministre, le Parti socialiste décide le 9 novembre 2023 de convoquer son congrès les 6 et 7 janvier 2024, avec l'élection du secrétaire général par les militants les 15 et 16 décembre 2023. Le 13 novembre, Pedro Nuno Santos annonce sa candidature au secrétariat général, bénéficiant notamment du soutien de Francisco Assis, du ministre de l'Éducation João Costa et de l'ex-ministre de l'Administration interne, Eduardo Cabrita.
Au soir du 16 décembre, il est proclamé secrétaire général du PS après avoir remporté l'élection primaire par 62 % des voix, contre 36 % pour José Luís Carneiro. Tous deux, ainsi qu'António Costa, revendiquent à l'occasion de ce scrutin l'unité du parti. Dans le détail, il obtient 24 080 voix et 909 délégués au congrès, l'emportant notamment dans les fédérations du district de Porto, du district de Braga et de l'aire urbaine de Lisbonne, les trois plus importantes en termes d'effectifs militants.
À la suite des élections législatives anticipées du 18 mai 2025, au cours desquelles le PS réalise son plus mauvais résultat depuis plus de trois décennies, il annonce son intention de quitter ses fonctions. Il se retire formellement du secrétariat général le 24 mai.

## Décorations
- Croix de commandeur de l'ordre du Mérite de la République fédérale d'Allemagne (26 mai 2009) [19]